# Big Poppa
Big Poppa è il secondo singolo del rapper statunitense The Notorious B.I.G., estratto da Ready to Die e prodotto da Poke e Sean Combs.
Il singolo raggiunse la sesta posizione nelle classifiche statunitensi. Il singolo riceve una nomination ai Grammy Awards come Best Rap Solo Performance nel 1996, poi vinto da Coolio con Gangsta's Paradise.

## Descrizione
(Big Poppa, Notorious B.I.G.)
Nella canzone, il cui titolo si riferisce ad uno degli pseudonimi dell'artista, il rapper ringrazia Craig Mack per l'aiuto ricevuto nel debutto. La frase: «I love it when you call me Big Poppa» è un campionamento della voce di Biggie Smalls tratto dalla canzone Dolly My Baby di Super Cat, pubblicata nel 1993, alla quale aveva partecipato in veste di ospite insieme a Puff Daddy. La base è presa dalla canzone Between the Sheets degli Isley Brothers (1983).

## Tracce

### 12"
Lato A
1. Big Poppa (Club Mix) – 4:13
2. Warning (Club Mix) – 3:41
3. Big Poppa (Instrumental) – 4:13

Lato B
1. Big Poppa (Radio Edit) – 4:12
2. Warning (Radio Edit) – 2:57
3. Warning (Instrumental) – 3:41
4. Who Shot Ya? – 5:20

### Maxi single
1. Big Poppa (Radio Edit)
2. Big Poppa (Remix Radio Edit)
3. Who Shot Ya? (Radio Edit)
4. Big Poppa (Remix Instrumental)
5. Big Poppa (Club Mix)
6. Big Poppa (Remix Club Mix)
7. Who Shot Ya? (Club Mix)
8. Warning (Club Mix)

## Riferimenti in altri media
- Big Poppa è stata inserita nella colonna sonora dei film: Hardball (2001), Norbit (2007), Suxbad - Tre menti sopra il pelo (2007) e Notorious B.I.G. (2009).
- Il brano è stato campionato dal collettivo rap The LOX in We'll Always Love Big Poppa come omaggio a B.I.G., ucciso il 9 marzo 1997, nella traccia finale del loro album di debutto, Money, Power & Respect.
- Omarion campionò il testo della canzone nel brano Let's Talk sull'album Self Made Vol. 2. (2012)
- Una versione in spagnolo del ritornello di Big Poppa è stato utilizzato in uno spot pubblicitario della Taco Bell chiamato Grande Papi (2013).
- La canzone è presente nel secondo trailer del film Il superpoliziotto del supermercato 2 (2015).
- Will Ferrell eseguì una parodia della canzone in una puntata di Saturday Night Live.[6]
- Big Poppa è stata reinterpretata dai Mindless Self Indulgence nel 2006.
- Il brano è presente nel primo episodio della serie Netflix She's Gotta Have It del 2017, basata sull'omonimo film di Spike Lee del 1986.